# Джайя Индраварман II
Джайя Индраварман II (или V, собственное имя — Вак; ок. 1071 — 1113 годы) — царь царей Тямпы в 1080—1081 и 1086—1113 годах из IX династии тямских царей. Будучи коронован своим отцом в девятилетнем возрасте, Джайя Индраварман после его смерти в 1081 году отрёкся от трона в пользу своего дяди Махасенапати, но через пять лет был вновь возведён на престол. Во время своего правления безуспешно пытался освободиться от вассальной зависимости от вьетского государства Дайвьет и вернуть северные провинции, утраченные при царе Рудравармане III.

## Происхождение и приход к власти
Принц Вак был сыном царя Тямпы Харивармана IV, основателя IX династии тямских царей. Отец принца Вака, принц Тхань, принадлежал к одному из самых влиятельных тямских кланов Нарикела и занял царский престол в 1074 году благодаря силе своих войск, победив в междоусобной борьбе, разразившейся после разорения Тямпы и пленения царя Рудравармана III войсками вьетского государства Дайвьет.
В 1080 году отец короновал девятилетнего Вака царём Тямпы под именем Джайя Индравармана и в следующем году умер. Джайя Индраварман II находился на тямском престоле около месяца и поскольку, согласно его более поздней надписи 1088 года, он «был очень юн и не знал, что хорошо и что плохо в искусстве управления царством» и «постоянно делал всё наоборот», высшая знать убедила его уступить трон более опытному в делах управления члену царской династии. Выбор высших сановников пал на ювараджу (вице-царя) Махасенапати (известного также как принц Панг или Пань), младшего брата царя Харивармана IV и, следовательно, дядю молодого царя. Согласно той же надписи 1088 года, Джайя Индравармана II «вместе с брахманами, кшатриями, пандитами, астрологами, церемониймейстерами» и всеми жёнами его отца, «взяв царские регалии, отправились к Шри юварадже Махасенапати и сделали его царём» под именем Парамабодисатвавармана с эпитетом «спасителя земли Тямпа». Согласно надписи Джайя Индравармана, отрёкшись от престола, он продолжил жить при дворе своего дяди, в «богатстве и благополучии, предаваясь удовольствиям». В 1086 году Парамабодисатваварман был свергнут в результате мятежа части тямской знати, лишившейся свого положения после смерти царя Харивармана IV, и на тямский престол был вновь возведён Джайя Индраварман II.
Джайя Индраварман II пришёл к власти в период восстановления тямского государства после масштабного разорения, произошедшего 1069 году в результате катастрофического поражения царя Рудравармана III в войне с северным соседом — государством Дайвьет. Помимо глубокого упадка Тямпы, результатом этого поражения стала аннексия Дайвьетом трёх северных тямских провинций. В период правления отца и дяди Джайя Индравармана происходило последовательное восстановление экономики и армии Тямпы, постепенно возобновлялось храмовое и гражданское строительство. Однако продолжавшееся усиление Дайвьета, которому удалось в 1076—1077 годах успешно отразить вторжение китайской армии империи Сун, заставило тямских царей надолго забыть о попытках вернуть утраченные территории, хотя идея о восстановлении территориальной целостности Тямпы отныне стала главным фактором, определявшим внешнюю политику царей, включая Джайя Индраварман II, по отношению к Дайвьету.

## Правление
Придя к власти, Джайя Индраварман II восстановил отношения с Китаем, прерванные десять лет назад, и уже в 1086 году направил посольство к китайскому двору. В первые годы своего правления Джайя Индраварман был исправным данником Дайвьета — согласно вьетским летописям, в период его правления тямские посольства с данью прибывали в Дайвьет ежегодно с 1086 по 1089 годы, затем в 1091 году, однако в 1094 году Джайя Индраварман решил прекратить уплату дани, в результате чего отношения между Тямпой и Дайвьетом резко обострились. Из китайских источников известно, что в этот период вьетские и тямские послы во время застолий при дворе китайского императора стали усаживаться в разных концах зала. Император Дайвьета Ли Нян-тонг тут же потребовал от Тямпы немедленно возобновить уплату дани и начал военные приготовления. Встревоженный Джайя Индраварман II запросил военной помощи у китайского императора Чжэ-цзуна, однако тот отказал, поскольку укреплял в то время свои северные границы от набегов тангутов. Поняв, что не сможет в одиночку противостоять армии Дайвьета, Джайя Индраварман в том же 1094 году направил Ли Нян-тонгу посольство с данью.
Джайя Индраварман II продолжал выплачивать дань Дайвьету в 1095, 1097, 1098, 1099 и 1102 годах. В 1103 году в Тямпу бежал один из мятежных родственников вьетского императора Ли Нян-тонга, которому удалось убедить Джайя Индравармана в том, что в Дайвьете идёт ожесточённая междоусобная борьба и настал подходящий момент для вторжения во вьетское государство. Рассчитывая вернуть три северные тямские провинции, отданные в 1069 году Дайвьету, Джайя Индраварман в том же 1103 году начал военные действия против вьетов и смог установить свой контроль над спорными провинциями. Однако, как вскоре выяснилось, никакой внутренней междоусобной борьбы в Дайвьете не велось, и пошедшие в контрнаступление вьетские войска через несколько месяцев вытеснили тямов из занятых ими областей. Уже в 1104 году Джайя Индраварман II направил в Дайвьет посольство с данью и сделал то же самое в 1105, 1106, 1108, 1110 и 1111 годах. Он мирно правил до своей смерти в 1113 году, занимаясь восстановлением тямских городов и строительством в храмовом комплексе Мишона. Поскольку Джайя Индраварман, судя по всему, не оставил наследников, после его смерти тямский престол занял его племянник, принявший имя Хариварман V.